# 처세술개론
〈처세술개론〉(處世術槪論)은 최인호가 지은 1971년 대한민국의 소설이다. 개신교 신자인 어린이의 성장과 가족, 달동네를 배경으로, 어린이의 눈을 통해 본 어른들의 오염된 처세술을 다루고 있다. 1972년 현대문학상 소설 부문에 〈타인의 방〉과 함께 수상하였다. 1986년에 MBC 베스트셀러극장을 통해 동명의 드라마로 방영되었다.

## 등장 인물
- 춘생
- 금순
- 할머니
- 정아
- 향순
- 미미
- 형아
- 순아
- 경아
- 민아
- 칠성